# Аларих (вождь элуров)
Аларих («Могущественный король»; гот. 𐌰𐌻𐌰𐍂𐌴𐌹𐌺𐍃/Alareiks, лат. Halaricus; IV век) — вождь меотидских элуров (древнегерманского племени герулов) («gens Herulorum, quibus praeerat Halaricus») в IV веке.

## Биография
Стефан Византийский упоминал об элурах в своем этническом и географическом словаре: «Гелуры (Eilourioi), скифское племя, о них сообщает Дексипп в двенадцатой книге „Хроники“». Комментируя эти строки, историк М. М. Холод писал, что латинские авторы называют их чаще герулы — по наименованию германского племени.
Элуры (герулы) обитали на землях близ Мэотиды (Азовское море), и были покорены, по Иордану, остготским королём Германарихом в IV веке.

«Славный подчинением столь многих [племён], он не потерпел, чтобы предводительствуемое Аларихом племя эрулов, в большей части перебитое, не подчинилось — в остальной своей части — его власти. По сообщению историка Аблавия, вышеуказанное племя жило близ Меотийского болота, в топких местах, которое греки называют „ele“, и потому и именовалось элурами. Племя это очень подвижно и ещё более — необыкновенно высокомерно. Не было тогда ни одного [другого] племени, которое не подбирало бы из них легковооружённых воинов. Хотя быстрота их часто позволяла им ускользать в сражении от иных противников, однако и она уступила твёрдости и размеренности готов: по воле судьбы они [элуры] также, наряду с остальными племенами, покорились королю гетов Эрманариху».
Неясно, почему Иордан приписывал предводителю этого племени широко известное германское имя Аларих. Возможно, оно возникло в памяти историка (если не появилось по ошибке переписчика) по ассоциации с названием герулов, которые участвовали в походах короля вестготов Алариха, захватившего Рим в 410 году.